# Chiesa di San Tommaso Becket (Aulla)
La chiesa di San Tommaso Becket o chiesa di Sant'Antonio è un edificio di culto cattolico situato a Pallerone, frazione del comune di Aulla, in provincia di Massa-Carrara. La chiesa è sede dell'omonima parrocchia del vicariato di Aulla della diocesi di Massa Carrara-Pontremoli.

## Storia
La chiesa è nota con il titolo di sant'Antonio ma il suo titolare antico è san Tommaso Becket di Canterbury, la cui morte ebbe vasta eco nell'Europa medievale. Non è nota la data della sua fondazione che forse è precedente alla prima menzione nel 1450: a quell'età appartiene infatti una Madonna col Bambino che era stata posta nella nicchia centrale della facciata.
La storia della chiesa, ma anche la sua struttura architettonica, è stata da sempre legata ai destini del castello malaspiniano e del borgo, detto il Verdentro, a forma circolare, che riprende la cinta muraria del castello di piano di Pallerone. Venne restaurata nel 1704 nelle forme barocche tipiche delle chiese minori della campagna lunigianese.

## Organo a canne
La chiesa custodisce un interessante organo a canne costruito nel 1805 dall'organaro viareggino Emanuele Tofanelli.
- Costruttore: Emanuele Tofanelli
- Anno: 1905
- Restauri/modifiche: Alessandro Rigola (2013)
- Trasmissione: meccanica
- Consolle: a finestra
- Tastiere: 1 di 56 note
- Pedaliera: a leggio con 14 pedali di cui 12 sonori e 2 per tiro accessori (disattivati)
- Collocazione: in corpo unico sulla cantoria in controfacciata

| Manuale          |    |
| Trombe basse     | 8' |
| Trombe soprane   | 8' |
| Flauto in ottava | 4' |
| Cornetto Soprano |    |
| Ottavino Soprano | 2' |
| Voce Umana       | 8' |

|                            |    |
| Principale basso           | 8' |
| Principale Soprano         | 8' |
| Ottava bassa               | 4' |
| Ottava Soprana             | 4' |
| Quattro di ripieno bassi   |    |
| Quattro di ripieno soprani |    |

| Pedale |                      |
| Basso  | 8' (sempre inserito) |